# アルトゥール・リーベヘンシェル
アルトゥール・リーベヘンシェル（ドイツ語: Arthur Liebehenschel, 1901年11月25日 - 1948年1月28日）は、ナチス・ドイツのアウシュヴィッツ強制収容所やマイダネク強制収容所の所長。親衛隊（SS）の将校であり、最終階級は親衛隊中佐（SS-Obersturmbannführer）だった。

## 略歴
現ポーランドのポーゼン出身。経済学と行政学を学ぶ。第一次世界大戦にも従軍し、上級曹長まで昇進。1932年に国民社会主義ドイツ労働者党に入党（党員番号932,766）。1934年に親衛隊（SS）に入隊（隊員番号39,254）、髑髏部隊に勤務した。1934年からトルガウのリヒテンブルク強制収容所（de:KZ Lichtenburg）にて副所長をしていた。1937年に強制収容所総監テオドール・アイケの事務所で勤務し、強制収容所の総監業務に当たるようになる。
1942年に強制収容所が親衛隊経済管理本部D局の所管に移行した後にも、D局に異動となり、引き続き強制収容所の監督業務にあたる。さらに1943年11月にルドルフ・フェルディナント・ヘスの後任としてアウシュヴィッツ強制収容所の所長に就任する。しかし、「囚人の抵抗に寛容的すぎる」との理由で解任され、1944年にヘスが再度アウシュヴィッツの所長となると、同年5月19日からマルティン・ゴットフリート・ヴァイスの後任としてマイダネク強制収容所の所長に就任する。赤軍の接近に伴いこの収容所から避難したのちは、親衛隊人事部へ配属された。
戦後、アメリカ軍の捕虜となる。身柄はポーランド政府へ引き渡され、クラクフでポーランドが開いたアウシュヴィッツ裁判にかけられ、死刑判決を受けた。1948年1月28日に絞首刑に処された。

## 文献
- Karin Orth著 「Die Konzentrationslager-SS. Sozialstrukturelle Analysen und biographische Studien」　dtv 34085, München 2004（ドイツ語） ISBN 3-423-34085-1
- Hermann Langbein著 「Menschen in Auschwitz」　Europa Verlag, Wien, München 1995 （ドイツ語）ISBN 3-203-51215-7